# Geruite pissebedkeverslak
De geruite pissebedkeverslak (Leptochiton scabridus) is een keverslak uit de familie pissebedkeverslakken (Leptochitonidae).  De wetenschappelijke naam van de soort werd in 1880 voor het eerst geldig gepubliceerd door Jeffreys als Chiton scabridus.

## Beschrijving
De dieren worden 8 millimeter lang en is hiermee een van de kleinste soorten Europese keverslakken. De levende dieren hebben vaak een rode onderkant van de voet, en kunnen hier dan aan herkend worden.
De schelpplaten vertonen geen kiel, zijn onregelmatig gekorreld en zijn dicht bij de rand grof gericheld. De smalle gordel is bedekt met overlappende, fijn geribde, rechthoekige schubben en draagt een franje van fijne stekels.
De dieren leven in het getijdegebied of tot enkele meters diepte, en hebben een fragmentarisch verspreidingsgebied. Ze zijn meestal zeldzaam, maar plaatselijk kunnen grotere populaties voorkomen.

## Verspreiding
De geruite pissebedkeverslak leeft op de Kanaaleilanden, Normandië, Bretagne, Ierland, Noord Spanje, Angola, en is ook bekend uit de Middellandse Zee (Dalmatië, Italië, Malta en Griekenland).